# Centralny Wydział Spraw Społecznych
Centralny Wydział Spraw Społecznych (chiń. 中央社会部, Zhōngyāng shèhuìbù) – policja polityczna Komunistycznej Partii Chin, istniejąca przed dojściem do władzy komunistów w 1949 roku. Oprócz zwalczania wrogów partii zajmowała się także wywiadem i kontrwywiadem.
Centralny Wydział Spraw Społecznych został utworzony w lutym 1939 roku. W latach 1939–1946 kierowana przez Kang Shenga, szefa służb specjalnych Mao Zedonga. Centralny Wydział Spraw Społecznych działał w rejonach baz chińskiej Armii Czerwonej (chiń. 红军) w Yan’anie w prowincji Shaanxi w północnych Chinach, podczas II wojny chińsko-japońskiej (1937–1945). Podczas pobytu KPCh w Yan’anie Centralny Wydział Spraw Społecznych dostarczał Komunistycznej Partii Chin analiz sytuacji światowej. Raporty opierały się głównie na informacjach z zagranicznych mediów. Działalność wywiadowcza wydziału przyczyniła się w  dużej mierze do zwycięstwa sił komunistycznych nad Kuomintangiem w chińskiej wojnie domowej (1946–1949).
W latach 50. Centralny Wydział Spraw Społecznych został zastąpiony Centralnym Wydziałem Śledczym (chiń. 中央调查部, Zhongyang Diaochabu) z Li Kenongiem na czele. W 1983 roku jego miejsce zajęło istniejące do dzisiaj Ministerstwo Bezpieczeństwa Państwowego Chińskiej Republiki Ludowej (chiń. 国家安全部, Guojia Anquan Bu).